# Tam nhân hành
Tam nhân hành (tiếng Trung: 三人行, tiếng Anh: Three) là một bộ phim điện ảnh Hồng Kông – Trung Quốc thuộc thể loại hành động – tâm lý – tội phạm công chiếu năm 2016, do Đỗ Kỳ Phong làm đạo diễn và đồng sản xuất. Với sự tham gia diễn xuất của ba ngôi sao chính gồm Triệu Vy, Cổ Thiên Lạc và Chung Hán Lương, phim xoay quanh mối quan hệ phức tạp của ba nhân vật khác nghề gồm một bác sĩ, một cảnh sát và một tội phạm, từ đây đã mở ra một cuộc đấu trí gay cấn giữa ba con người lạnh lùng này.
Được khởi quay hoàn toàn tại Quảng Châu, bắt đầu từ tháng 3 năm 2015 và kết thúc vào tháng 7 cùng năm, bộ phim được quay hầu hết tại một bệnh viện do tổ đạo cụ xây dựng.
Tam nhân hành có buổi công chiếu lần đầu tại Liên hoan phim Đài Bắc vào ngày 10 tháng 7 năm 2016 dưới tư cách là bộ phim trình chiếu vào lễ bế mạc liên hoan phim, sau đó bộ phim được phát hành tại Trung Quốc vào ngày 24 tháng 6 năm 2016, tại Hồng Kông vào ngày 14 tháng 7 năm 2016, và tại Việt Nam vào ngày 15 tháng 7 cùng năm. Bộ phim nhìn chung nhận về những lời khen ngợi từ giới chuyên môn, và đồng thời còn được đề cử cho hạng mục Đạo diễn xuất sắc nhất tại giải Kim Mã và giải thưởng điện ảnh Hồng Kông lần thứ 36. Với màn trình diễn của mình, Chung Hán Lương đã xuất sắc giành giải Nam diễn viên chính xuất sắc nhất tại liên hoan phim quốc tế Thượng Hải lần thứ 19.

## Nội dung
Câu chuyện xoay quanh ba nhân vật khác nghề nhưng mỗi người lại có một tính cách riêng. Đồng Sảnh là một nữ bác sĩ có phong thái tự tin, luôn hết mình vào công việc, nhưng cô tỏ ra hay cố chấp và luôn gò ép mình trong khuôn mẫu. Trần Vĩ Lạc là một viên cảnh sát xuất sắc trong lực lượng chống tội phạm nhưng anh cũng bị dồn nén vì công việc của bản thân và trách nhiệm với xã hội. Người còn lại là Trương Lễ Tín, một tên tội phạm nguy hiểm có trí thông minh hơn người đang bị truy nã gay gắt.
Trong một lần bị truy bắt, do gặp phải tai nạn nên Lễ Tín bị thương ở đầu và uy hiếp các cảnh sát phải đưa mình tới bệnh viện. Tuy nhiên, hắn lại từ chối chữa trị và cố tình kéo dài thời gian để chờ đồng bọn đến giải thoát cho mình. Cùng lúc đó, giữa Đồng Sảnh và Vĩ Lạc đã xảy ra những mâu thuẫn; với lương tâm của một người bác sĩ, Đồng Sảnh bất chấp tất cả để quyết ra tay giúp đỡ Lễ Tín mặc cho Vĩ Lạc ngăn cản cô vì lo sợ nguy hiểm đến tính mạng. Suốt cuộc đấu trí gay cấn giữa ba nhân vật, những bí ẩn nhiều năm về trước lần lượt được vén màn.

## Diễn viên
- Triệu Vy trong vai Đồng Sảnh
- Cổ Thiên Lạc trong vai Trần Vĩ Lạc
- Chung Hán Lương trong vai Trương Lễ Tín
- La Hải Bằng trong vai Chung Bá
- Trương Triệu Huy trong vai bác sĩ Hoắc Hiển Huy
- Lâm Tuyết trong vai ông Mập
- Cung Từ Ân trong vai y tá Ổ Tư Tư
- Hồng Thiên Minh trong vai A Trạch
- Tạ Thiên Hoa trong vai giang hồ 1
- Huỳnh Hạo Nhiên trong vai giang hồ 2
- Vương Tử Hiên trong vai Hồng Sinh
- Âu Cẩm Đường trong vai trung sĩ Ôn Kính Đường
- Chu Kiện Quân trong vai bác sĩ Châu Trọng Quân
- Trương Quốc Cường trong vai Ngô Cát Tường
- Đàm Ngọc Anh trong vai Ngô Thái
- Tinh Vĩ trong vai thanh tra Hà Hoa Nữ
- Mã Tái trong vai nhà báo
- Trương Diệu Đống trong vai sinh viên khoa ngoại thần kinh